# Verkehrszentrale Brunsbüttel

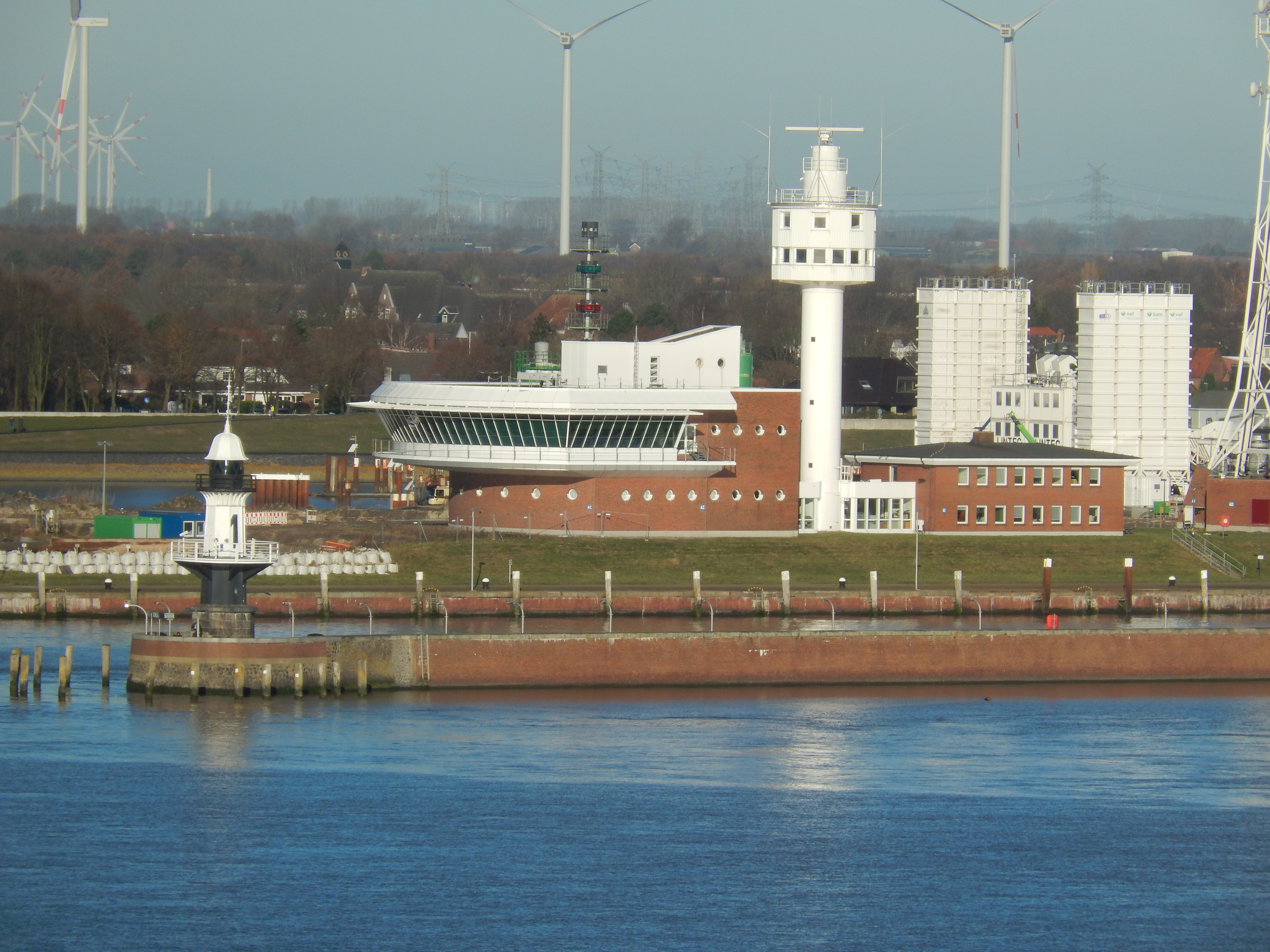
Die Verkehrszentrale auf der Schleuseninsel in Brunsbüttel

Die Verkehrszentrale Brunsbüttel ist die zuständige deutsche Behörde für den Schiffsverkehrsdienst VTS (englisch Vessel Traffic Service) auf der Elbe zwischen Hamburg und Brunsbüttel. Die Nautiker in der Zentrale in Brunsbüttel unterstützen rund um die Uhr die Kapitäne und Lotsen an Bord der Schiffe und tragen dazu bei, die Schiffe sicher auf ihrem Weg zum Zielhafen zu begleiten. Dieser Dienst ist vergleichbar mit der Flugsicherung in der Luftfahrt.

## Aufgaben der Verkehrszentrale
Zentrale Aufgabe der VTS-Zentrale ist die Maritime Verkehrssicherung und die Ordnung des Schiffsverkehrs im Rahmen der rechtlichen Vorgaben als Schifffahrtspolizei. Gemäß einer UN-Konvention ist VTS verpflichtend für stark befahrene Reviere und muss durch eine staatliche Stelle zur Verfügung gestellt werden. Auf Grundlage der Maritimen Verkehrstechnik werden alle notwendigen Informationen im VTS-System gesammelt und ausgewertet. Daraus entsteht auf dem Hintergrund einer elektronischen Seekarte ein laufend aktualisiertes Lagebild des überwachten Reviers, wodurch gefährliche Situationen schnell erkennbar sind. Die Nautiker an den Wachtischen sind weisungsbefugt und berechtigt, Anweisungen zu erteilen, um Kollisionen zu verhindern und den Schiffsverkehr zu lenken. Wichtigster Kommunikationsweg ist der Sprechfunk.

## Zuständigkeitsgebiet
Die Seegebiete der Bundesrepublik Deutschland werden durch neun Verkehrszentralen der GDWS überwacht. Das Zuständigkeitsgebiet der Verkehrszentrale in Brunsbüttel beginnt an der Einmündung des Nord-Ostsee-Kanals in die Elbe bzw. an der gegenüberliegenden Ostemündung. Dort enden die Zuständigkeiten der angrenzenden Zentralen für den Kanal sowie der Ansteuerung/Ausfahrt der Elbmündung. Die geführten Schiffe werden von dort über die Elbe bis zur Landesgrenze der Hansestadt Hamburg in Wedel begleitet. Die Zentrale ist über einen eigenen Sprechfunkkanal und Telefon erreichbar.
| Sektor Rufname           | Revier                                                                     | Arbeitskanal |
| ------------------------ | -------------------------------------------------------------------------- | ------------ |
| Brunsbüttel Elbe Traffic | Unterelbe mit Nebenflüssen zwischen Ostemündung und Hamburger Landesgrenze | 68           |

Die Nautiker übernehmen/übergeben die begleitende Schiffsführung von/zu den Kollegen der angrenzenden Gebiete:
- in Brunsbüttel → Elbmündung und Nordsee: Verkehrszentrale Cuxhaven
- in Brunsbüttel → Nord-Ostsee-Kanal: Verkehrszentrale Nord-Ostsee-Kanal
- in Wedel → Hamburger Hafen: Nautische Zentrale Hamburg

## Organisation
Die Verkehrszentrale Brunsbüttel gehört als eigenständiger Außenbereich zum WSA Elbe-Nordsee und ist ständig besetzt mit drei erfahrenen Nautikern. Dem WSA untersteht auch die Zentrale in Cuxhaven. Mit dem Verkehrssicherungssystem Elbe besteht ein Datenverbund der Verkehrszentralen in Hamburg, Brunsbüttel, Wilhelmshaven, Bremerhaven und Bremen. Das Gebäude der Verkehrszentrale liegt am elbseitigen Ende der großen Schleuseninsel in Brunsbüttel. Von dort aus kann der Schiffsverkehr auf der Elbe mit der Einfahrt in den Nord-Ostsee-Kanal gut überblickt werden. Neben dem Radar in Brunsbüttel tragen sechs Radarstationen an der Unterelbe zum Lagebild im VTS bei:
- St. Margarethen Radar
- Freiburg Radar
- Rhinplate Radar
- Pagensand Radar
- Hetlingen Radar
- Wedel Radar